# La Viña (Salta)
La Viña é um município da província de Salta, na Argentina.